# Dommusik Hildesheim

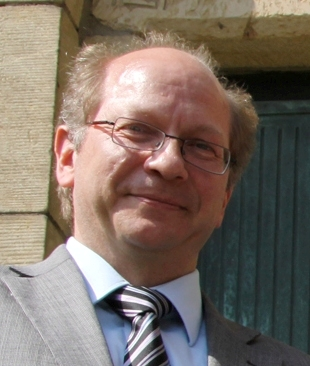
Dommusikdirektor Thomas Viezens

Die Dommusik Hildesheim umfasst die Musikensembles des Mariendoms in Hildesheim. Schon im Mittelalter bestand ein gemischter Knabenchor, der heute noch als Chor der Domsingknaben existiert.
Seit 2000 haben Dommusikdirektor Thomas Viezens und der jeweilige Domkantor die Gesamtleitung aller Chöre. Von Stefan Mahr übernahm Michael Čulo im September 2021 das Amt des Domkantors. Zudem war von Juli 2014 bis Mitte 2017 Georg Oberauer als Dommusikassistent mit Schwerpunkt Orgel angestellt. Als Domdechant steht Weihbischof Heinz-Günter Bongartz der Dommusik vor.

## Chöre
In der Dommusik existieren folgende Chöre:

### Domchor
Der Domchor steht seit 2000 unter der Leitung von Thomas Viezens. Hier wirken Männer und Frauen aus fast allen Altersstufen zusammen, die Interesse an Chorwerken aus allen Zeiten haben. Der Domchor gestaltet Gottesdienste und absolviert Gastauftritte, aber auch Konzerte stehen auf dem Plan. Große Aufführungen waren zum Beispiel die Bachsche Johannespassion oder Rheinbergers „Stern von Bethlehem“. Das Repertoire reicht von Klassik, Barock und Romantik bis zu modernen A-cappella-Werken.

### Mädchenkantorei
In der Dommusik Hildesheim existieren zwei Mädchenkantoreien, die 1973 von Dommusikdirektor Hermann Bode ins Leben gerufen wurden und in der Neuordnung 2010 in drei Chöre gegliedert worden sind.

#### Vorchor und Aufbauchor
Vor- und Aufbauchor dienen als Vorbereitung für den Hauptchor. Spiel und Spaß stehen im Chor, der mit dem Kinderchor zusammenarbeitet, im Vordergrund.

#### Hauptchor
Der konzertfähige Hauptchor unternimmt viele Chorfahrten, z. B. Fahrten zu Gastauftritten. Zusammen mit Chorleiter Stefan Mahr unternimmt die Chorgemeinschaft auch Chorfahrten zu nationalen und internationalen Pueri-Cantores-Veranstaltungen. Bei größeren Konzerten singt der Hauptchor auch mit dem Domchor und den Domsingknaben.

### Domsingknaben
Der Knabenchor des Hildesheimer Doms ist der sicherlich älteste Chor der Hildesheimer Kathedrale. Leider sind aufgrund der Kriegszerstörungen, vor allem der Bombardierung Hildesheims am 22. März 1945, schriftliche Quellen verloren gegangen. Der Knabenchor arbeitet mit dem Domchor, bei größeren Veranstaltungen auch mit der Mädchenkantorei zusammen.

### Schola Gregoriana
In dieser Choralschola werden seit der Gründung 2003 Chorwerke gesungen, die ihren Schwerpunkt in der gregorianischen Musik aus dem 11. Jahrhundert haben. Dieser Chor wirkt vor allem bei Gebetsgottesdiensten und auch in Klöstern mit.

### Kammerchor
Der jüngste Spross der Dommusik Hildesheim (April 2006) ist der Kammerchor. Er umfasst etwa 20 Mitglieder, die unter professioneller Anleitung geistliche Chorwerke erarbeiten. Die Besonderheit dieses Chores liegt darin, dass der Chor seine Stücke oft selber erarbeitet.

### Mutantengruppe
Jungen im Stimmbruch steht dieser Chor offen: Nach Absprache bekommen die Mutanten professionelle Stimmbildung. Zusätzlich gestalten die Sänger mit einigen Herren des Domchors Gottesdienste.

## Räumlichkeiten
Während der Domsanierung war die Dommusik in provisorischen Räumen untergebracht. Nach der Wiedereröffnung im August 2014 zogen die Ensembles wieder in die umgestalteten historischen Räumlichkeiten der Hildesheimer Domschule. Zusätzlich steht der Seitenflügel des ehemaligen Godehardichores über dem Nordparadies, der durch eine Mauer räumlich vom Dom getrennt ist, als neuer großer Probenraum zur Verfügung. Dazu kommen Aufenthaltsräume sowie ein großer Stimmbildungssaal.